# Cajvana
Cajvana is een stad (oraș) in het Roemeense district Suceava. De stad telt 8300 inwoners.

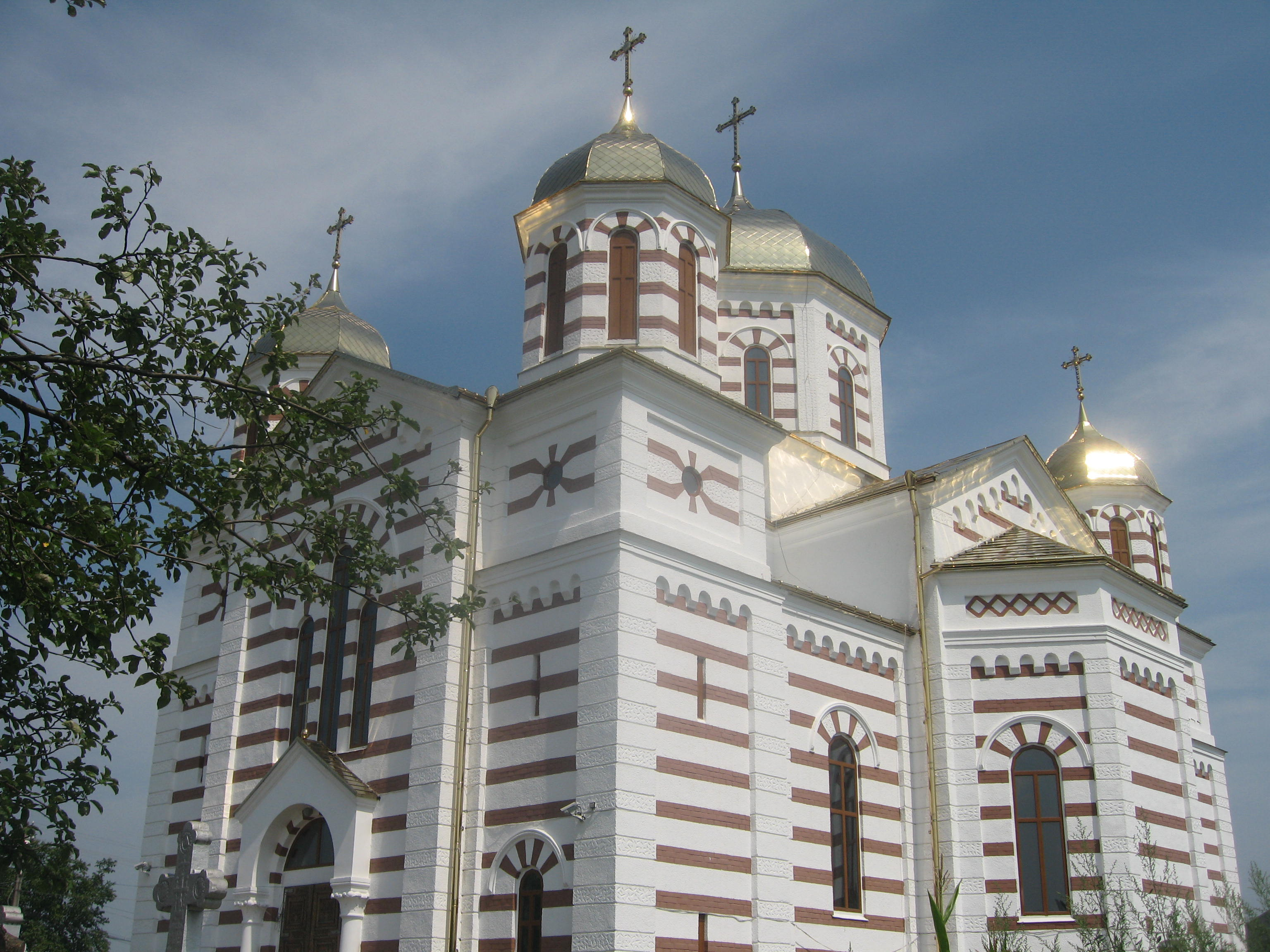
Biserica Sf. Arhangheli